# Sent Cristòfa de Renhac
Saint-Christophe-le-Chaudry és un municipi francès situat al departament de Cher i a la regió de Centre – Vall del Loira. L'any 2007 tenia 118 habitants.

## Demografia

### Població
El 2007 la població de fet de Saint-Christophe-le-Chaudry era de 118 persones. Hi havia 49 famílies, de les quals 15 eren unipersonals (11 homes vivint sols i 4 dones vivint soles), 15 parelles sense fills, 15 parelles amb fills i 4 famílies monoparentals amb fills.
La població ha evolucionat segons el següent gràfic:
Habitants censats

### Habitatges
El 2007 hi havia 69 habitatges, 50 eren l'habitatge principal de la família, 18 eren segones residències i 2 estaven desocupats. Tots els 69 habitatges eren cases. Dels 50 habitatges principals, 29 estaven ocupats pels seus propietaris, 17 estaven llogats i ocupats pels llogaters i 4 estaven cedits a títol gratuït; 6 tenien dues cambres, 11 en tenien tres, 17 en tenien quatre i 16 en tenien cinc o més. 23 habitatges disposaven pel capbaix d'una plaça de pàrquing. A 26 habitatges hi havia un automòbil i a 18 n'hi havia dos o més.

### Piràmide de població
La piràmide de població per edats i sexe el 2009 era:
| Homes | Edats   | Dones |
| ----- | ------- | ----- |
| 0     | 95 o +  | 0     |
| 0     | 90 a 94 | 0     |
| 0     | 85 a 89 | 0     |
| 0     | 80 a 84 | 0     |
| 4     | 75 a 79 | 4     |
| 0     | 70 a 74 | 4     |
| 8     | 65 a 69 | 12    |
| 4     | 60 a 64 | 0     |
| 4     | 55 a 59 | 0     |
| 4     | 50 a 54 | 4     |
| 4     | 45 a 49 | 0     |
| 0     | 40 a 44 | 0     |
| 4     | 35 a 39 | 8     |
| 8     | 30 a 34 | 8     |
| 12    | 25 a 29 | 12    |
| 0     | 20 a 24 | 4     |
| 0     | 15 a 19 | 0     |
| 4     | 10 a 14 | 4     |
| 4     | 5 a 9   | 4     |
| 12    | 0 a 4   | 4     |

## Economia
El 2007 la població en edat de treballar era de 77 persones, 54 eren actives i 23 eren inactives. De les 54 persones actives 49 estaven ocupades (27 homes i 22 dones) i 6 estaven aturades (2 homes i 4 dones). De les 23 persones inactives 8 estaven jubilades, 6 estaven estudiant i 9 estaven classificades com a «altres inactius».

### Ingressos
El 2009 a Saint-Christophe-le-Chaudry hi havia 50 unitats fiscals que integraven 109 persones, la mediana anual d'ingressos fiscals per persona era de 15.177 €.

### Activitats econòmiques
Dels 5 establiments que hi havia el 2007, 4 eren d'empreses de serveis i 1 d'una entitat de l'administració pública.
L'any 2000 a Saint-Christophe-le-Chaudry hi havia 22 explotacions agrícoles que ocupaven un total de 1.199 hectàrees.

## Poblacions més properes
El següent diagrama mostra les poblacions més properes.